# أورطاجا
أورطاجا (بالتركية: Ortaca) مدينة ومديرية في محافظة موغلا، بمنطقة بحر إيجه، في تركيا. كانت أورطاجا في السابق بلدة تابعة إداريا لمديرية كويجيغيز ثم تم تحويلها إلى مديرية منفصلة في عام 1987م، وتتبعها بلدة واحدة هي مدينة داليان بخلاف مدينة أورطاجا نفسها.

## اقتصاديا
أورطاجا هي مدينة تركية نموذجية للطبقة العاملة، وهي تتمتع باقتصاد يعتمد على الزراعة.

## الموقع
تقع أورطاجا في منتصف الطريق بين مدينتي دالامان وداليان، وتبعد 15 دقيقة فقط عن مطار دالامان الدولي، و 10 دقائق عن أعجوبة الطبيعة في داليان، و 20 دقيقة عن الشاطئ البكر في «ساريجيرمي» (بالتركية: Sarıgerme).

## الاسم
الاسم: «أورطاجا» يعني حرفيًا في اللغة التركية «في الوسط، أو المتوسطة أو الوسطية»، وربما كان اسمها يشير إلى موقعها في وسط السهل المحيط بها وهي بالفعل محور إقليمي لما حولها.

## اقتصادها
تستفيد المدينة من السهل الخصب المحيط بها ويعتمد اقتصادها إلى حد كبير على الطماطم والحمضيات والقطن والرمان.
يوم السوق هو يوم الجمعة، وتصبح المدينة بأكملها خلية من النشاط والحركة، وتستحق الزيارة.
أصبحت أورطاجا أيضًا سوقًا جذابًا بشكل متزايد للمشتريات الأجنبية من العقارات في تركيا.

## المواصلات
توجد خدمة حافلات منتظمة تعمل بين دالامان وداليان عبر أورطاجا، وكذلك إلى المراكز الساحلية الرئيسية الأخرى.

## السياحة
تحتوي هذه المدينة المزدهرة على محلات السوبر ماركت والمتاجر والمقاهي بأسعار جذابة، وتمشيا مع السياسات الأخيرة التي تهدف إلى فتح المنطقة بأسرها أمام السياحة الدولية، فإن أورطاجا تنمو في الواقع بسرعة، وهذا أيضًا راجع للنمو السكاني السريع في تركيا بشكل عام.

## معرض الصور

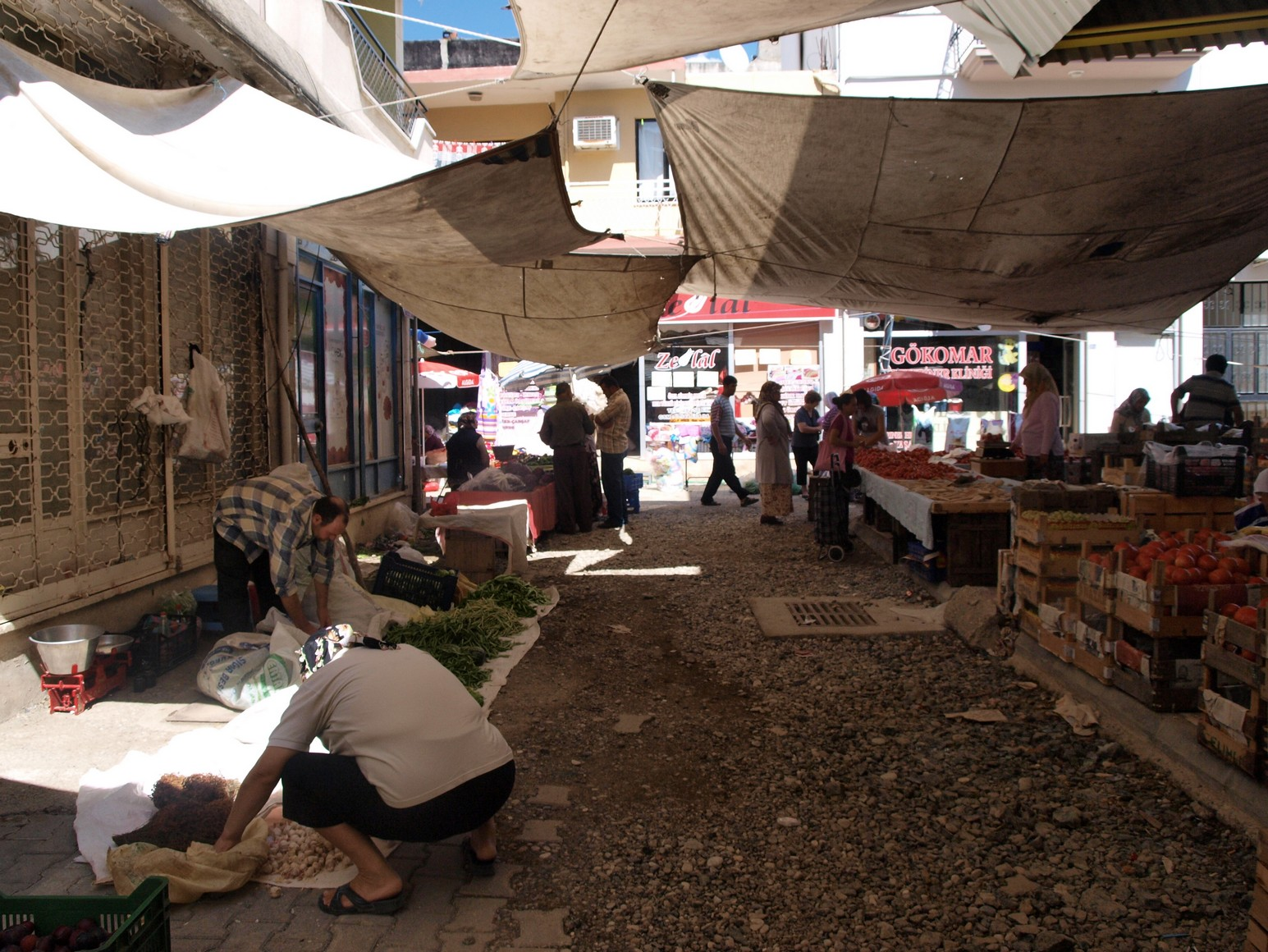
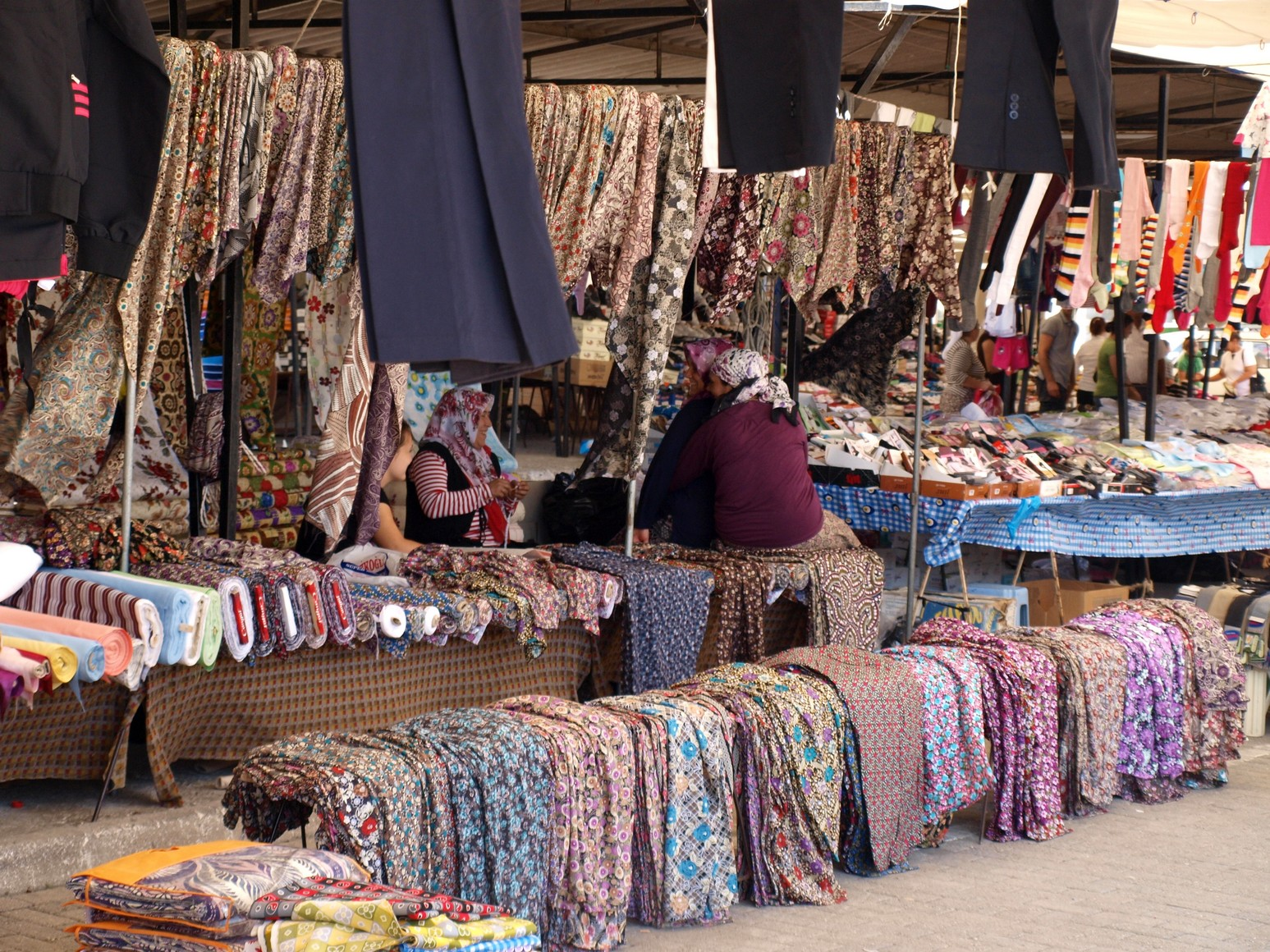
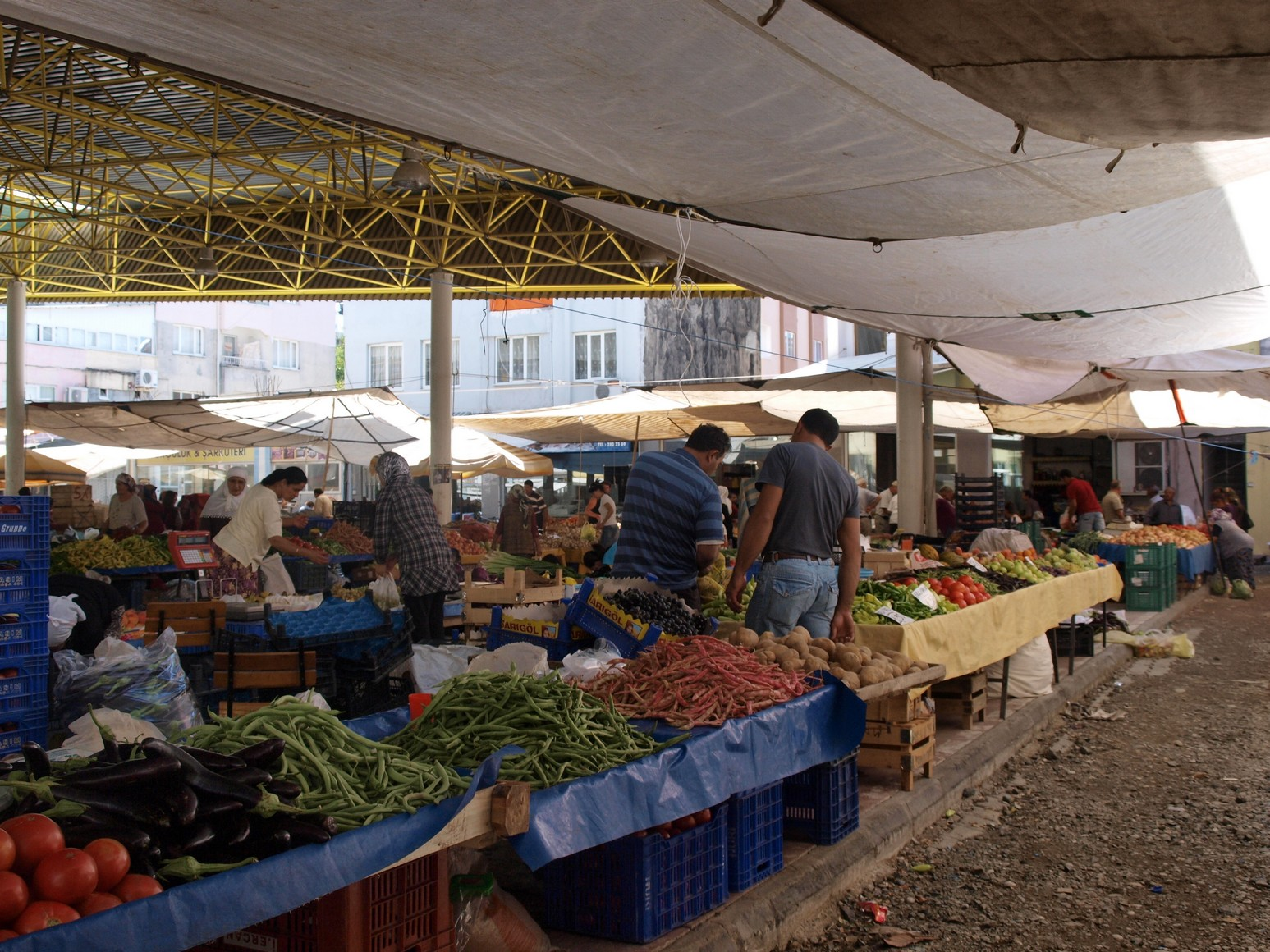
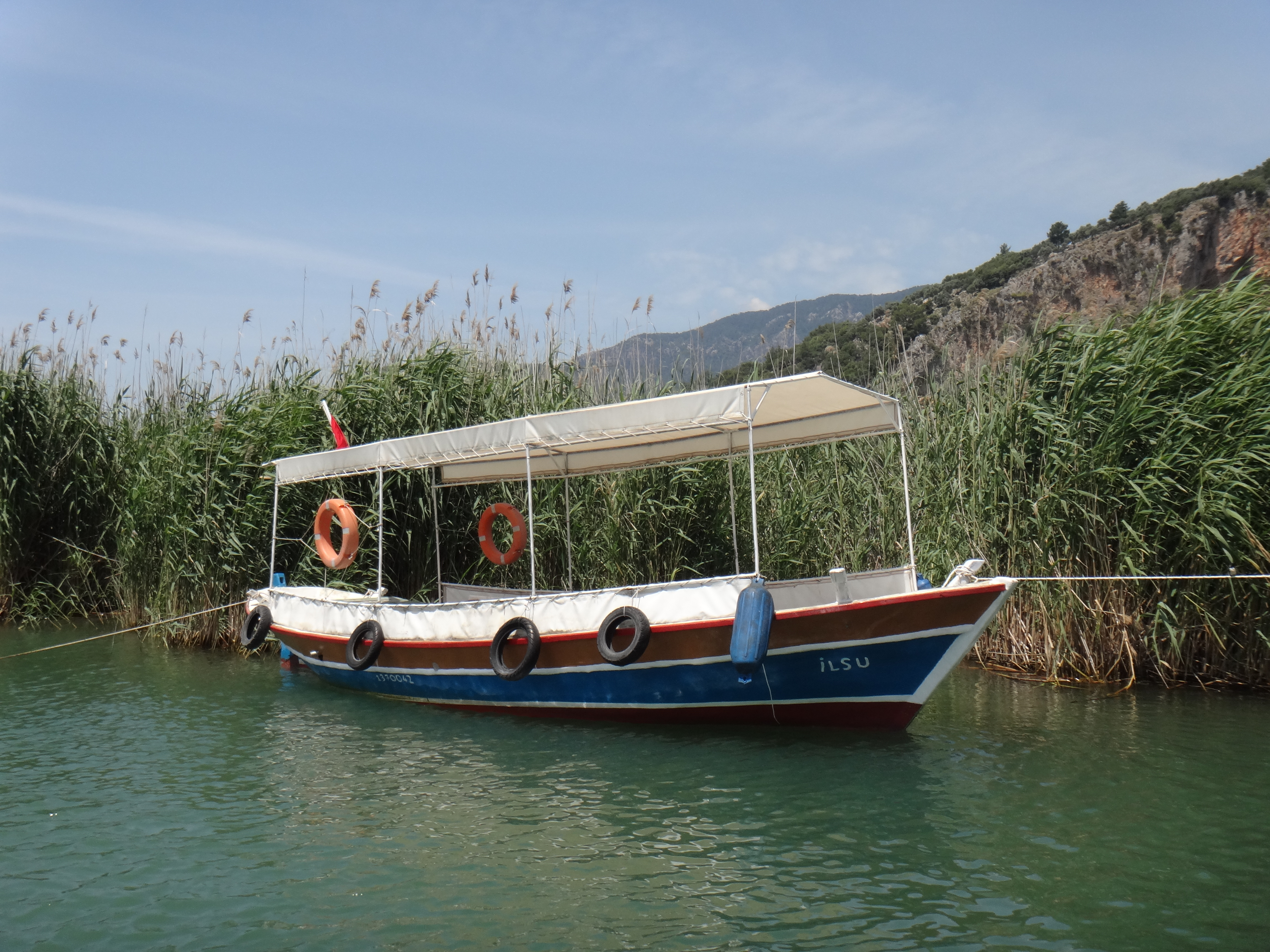
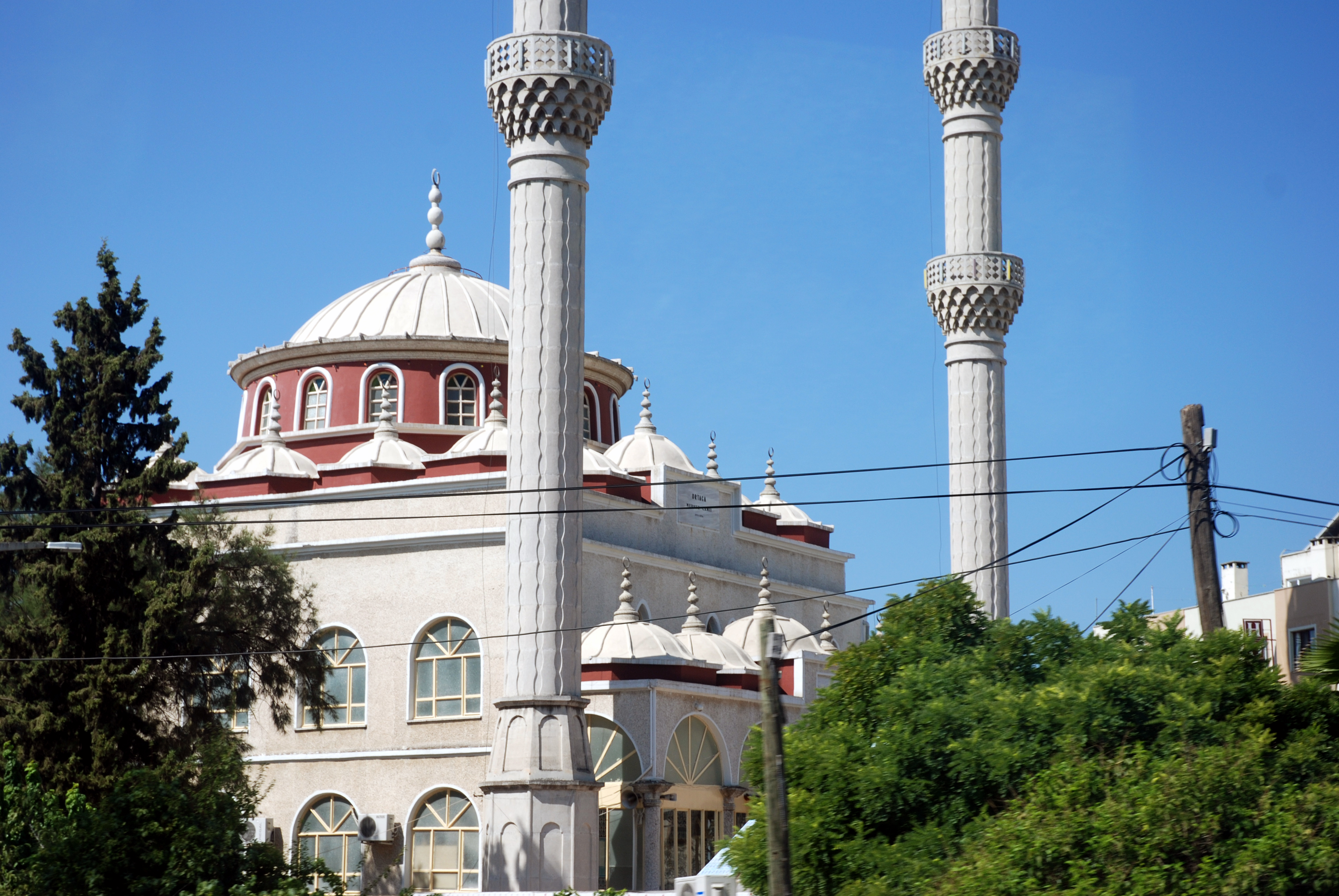

## أعلام
- سميحة أويش

## روابط خارجية
- الموقع الرسمي لبلدية المديرية (بالتركية)